# Metropolitan Borough of Hackney

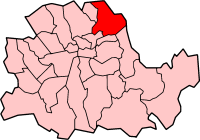
Lage von Hackney im früheren County of London

Der Metropolitan Borough of Hackney war ein Bezirk im Ballungsraum der britischen Hauptstadt London mit dem Status eines Metropolitan Borough. Er existierte von 1900 bis 1965 und lag im Nordosten der ehemaligen Grafschaft County of London.

## Geschichte
Hackney war ursprünglich ein Civil Parish in der Grafschaft Middlesex. Ab 1855 gehörte die Gemeinde zum Einzugsgebiet des Zweckverbandes Metropolitan Board of Works. 1889 gelangte Hackney zum County of London, elf Jahre später folgte die Umwandlung in ein Metropolitan Borough. Dabei kam es zu kleineren Grenzbereinigungen mit den umliegenden Bezirken Stoke Newington, Shoreditch und Bethnal Green. Eine weitere Grenzbereinigung erfolgte 1908 mit Tottenham.
Bei der Gründung von Greater London im Jahr 1965 entstand aus der Fusion der Metropolitan Boroughs Hackney, Shoreditch und Stoke Newington der London Borough of Hackney.

## Statistik
Die Fläche betrug 3294 Acres (13,33 km²). Die Volkszählungen ergaben folgende Einwohnerzahlen:
Civil parish:
| Jahr      | 1801   | 1811   | 1821   | 1831   | 1841   | 1851   | 1861   | 1871    | 1881    | 1891    |
| Einwohner | 12.730 | 16.771 | 22.494 | 31.047 | 37.771 | 53.589 | 76.687 | 115.110 | 163.681 | 198.606 |

Metropolitan Borough:
| Jahr      | 1901    | 1911    | 1921    | 1931    | 1951    | 1961    |
| Einwohner | 219.272 | 222.533 | 222.142 | 215.333 | 171.342 | 164.766 |